# Universitat d'Oxford
La Universitat d'Oxford (en anglès: University of Oxford, legalment: The Chancellor, Masters and Scholars of the University of Oxford) és una universitat col·legiada de recerca universitària a Oxford, Anglaterra. Sent la universitat més antiga del món anglosaxó Es desconeix la data exacta de la seva fundació, però els primers indicis d'ensenyament a Oxford daten del 1096. Tanmateix, la universitat no començà a esdevenir important fins al 1167, quan Enric II d'Anglaterra prohibí als anglesos anar a la Universitat de París a estudiar.
La Universitat d'Oxford és una "universitat pública" en el sentit que rep diners públics del govern, però és una "universitat privada" en el sentit que és totalment autònoma i, en teoria, podria optar per ser totalment privada rebutjant els fons públics.
Consta de 43 col·legis constitutius, que consisteixen en trenta-sis col·legis semiautònoms, quatre Permanent Private Hall i tres societats (col·legis que són departaments de la universitat, sense la seva pròpia carta reial). i una sèrie de departaments acadèmics organitzats en quatre divisions. Oxford no té un campus principal, sinó que els seus edificis i instal·lacions es troben disperses per la ciutat. A banda gestiona l'Ashmolean Museum, dedicat a l'art i l'arqueologia; la Oxford University Press, l'editorial universitària més gran del món; i el sistema de biblioteques acadèmiques més gran del país. L'any fiscal que va finalitzar el 31 de juliol de 2024, la universitat va tenir uns ingressos consolidats totals de 3.050 milions de lliures esterlines, dels quals 778,9 milions de lliures eren a través de subvencions i contractes de recerca.
A primer de desembre de 2024 la universitat comptava amb 26.595 alumnes matriculats (12.375 alumnes de grau i 13.650 de postgrau), del qual el 51% són dones. El nombre total d'empleats era de 16.351 a 31 de juliol de 2023, pel que la Universitat és l'empresa més gran del comtat d'Oxfordshire. Aquesta xifra no inclou treballadors eventuals o de la Oxford University Press. L'any acadèmic a Oxford es divideix en tres trimestres i tres períodes de vacances, sent un "trimestre complet" lectiu un període de vuit setmanes.
Oxford ha format un ampli espectre de notables antics alumnes, on s'inclouen 31 primers ministres del Regne Unit i molts caps d'estat i de govern a tot el món. 57 premis Nobel, 4 medalles Fields, 9 premis Balzan, 8 premis Rolf Schock, 2 premis Abel i 6 premis Turing, mentre que els seus antics alumnes han guanyat 170 medalles olímpiques. Oxford acull nombroses beques, inclosa la Rhodes Scholarship, un dels programes internacionals de beques de postgrau més antics del món.

## Rànquings
A causa de la seva història i el seu estatus social i acadèmic la Universitat d'Oxford és considerada una de les universitats d'elit o més prestigioses de la Gran Bretanya i forma, juntament amb la Universitat de Cambridge, les dues primeres que se situen per sobre de la resta d'universitats en aquest sentit.
- Al Times Higher Education Ranking de 2025 està classificada en el primer lloc del món i primera del Regne Unit.[22] Sent el novè any consecutiu que assoleix aquesta posició des del 2017.[23]
- Al Rànquing de Xangai de 2024 classifica la universtat en el 6à lloc del món[24] i la segona del Regne Unit.[25]
- Al CWTS Leiden Ranking de 2024 està classificada en el lloc 25è del món i en el primer d'Europa i el Regne Unit.[26]
- Al QS World University Rankings de 2025 està classificada en el 3r lloc del món.[27][28]

## Organització
Els col·legis organitzen l'ensenyament tutorial per als seus estudiants de grau. Tot i que certs col·legis tenen un alineaments d'assignatures (per exemple, el Nuffield College com a centre de ciències socials), aquestes són excepcions i la majoria tenen una àmplia combinació d'acadèmics i estudiants d'una àmplia gamma de matèries. Instal·lacions com les biblioteques es proporcionen a tots aquests nivells: per la universitat central (la Biblioteca Bodleiana), pels departaments (biblioteques departamentals individuals, com ara la Biblioteca de la Facultat d'anglès) i per col·legis (cadascun dels quals manté una biblioteca multidisciplinària per a l'ús dels seus membres).

### Govern
El cap formal de la universitat és el rector, tot i que, com a la majoria de les universitats britàniques, el rector és un cap de proa titular i no està implicat en el funcionament diari de la universitat. El rector és elegit pels membres de la Convocatòria, òrgan format per tots els graduats de la universitat, i pot exercir el càrrec fins a la mort.
La vicerectora, actualment Irene Tracey, és la directora executiva de la universitat. Cinc vicerectors tenen responsabilitats específiques en matèria d'educació; investigació; planificació i recursos; desenvolupament i afers exteriors; i personal i igualtat d'oportunitats.

### Col·legis
Per ser membre de la universitat, tots els estudiants, i la majoria del personal acadèmic, també han de ser membres d'un college. Hi ha trenta-nou col·legis de la Universitat d'Oxford i quatre Permanent Private Hall (PPH), cadascun controlant els seus membres i amb la seva pròpia estructura i activitats internes. No totes els col·legis ofereixen tots els cursos, però generalment cobreixen una àmplia gamma de matèries.
Llista dels col·legis:
- All Souls College
- Balliol College
- Brasenose College
- Christ Church
- Corpus Christi College
- Exeter College
- Green Templeton College
- Harris Manchester College
- Hertford College
- Jesus College
- Keble College
- Kellogg College
- Lady Margaret Hall
- Linacre College
- Lincoln College
- Magdalen College
- Mansfield College
- Merton College
- New College
- Nuffield College
- Oriel College
- Pembroke College
- The Queen's College
- Reuben College
- St Anne's College
- St Antony's College
- St Catherine's College
- St Cross College
- St Edmund Hall
- St Hilda's College
- St Hugh's College
- St John's College
- St Peter's College
- Somerville College
- Trinity College
- University College
- Wadham College
- Wolfson College
- Worcester College

Els Permanent Private Hall (PPH) van ser fundats per diferents confessions cristianes. Una diferència entre un col·legi i un PPH és que mentre que els col·legis estan governats per fellows o companys del col·legi, el govern d'un PPH resideix, almenys en part, en l'ordre religiós corresponent. Els quatre PPH són:
- Blackfriars Hall
- Campion Hall
- Regent's Park College
- Wycliffe Hall

Tant uns com els altres s'uneixen en la Conferència de Col·legis, per representar les seves preocupacions comunes, per discutir qüestions d'interès compartides i per actuar col·lectivament quan sigui necessari, com en els tractes amb la universitat central. La Conferència de Col·legis es va establir com a recomanació de la Comissió Franks el 1965.
Els membres docents dels col·legis (és a dir, becaris i tutors) es coneixen col·lectivament i familiarment com a "dons", tot i que la mateixa universitat rarament utilitza aquest terme. A més de les instal·lacions residencials i de menjador, els col·legis ofereixen activitats socials, culturals i recreatives per als seus membres. Els col·legis tenen la responsabilitat d'admetre els estudiants de grau i d'organitzar la seva matrícula; per als graduats, aquesta responsabilitat recau en els departaments.

### Associacions internacionals de les quals forma part
La universitat és membre del Russell Group d'universitats britàniques d'investigació i es considera que forma part, juntament amb Cambridge i Londres, de l'agrupació no oficial d'universitats coneguda com el "triangle d'or" al sud-est d'Anglaterra.
A nivell internacional forma part de les següents xarxes de cooperació internacional: la Lliga d'Universitats d'Investigació Europees (LERU), l'Aliança Internacional d'Universitats de Recerca (IARU), i Europaeum.

## Campus
La universitat és una "universitat de ciutat" en el sentit que no té un campus principal, si no que els diferents col·legis, departaments, allotjaments i altres instal·lacions es troben disperses pel centre de la ciutat i en algunes zones pròximes. L'Àrea de Ciències, on es troben la majoria dels departaments de ciències, és l'àrea que s'assembla més a un campus. O el barri de l'Observatori Radcliffe de 4 hectàrees al nord-oest de la ciutat amb l'hospital del mateix nom.
Els edificis universitaris més emblemàtics inclouen la Cambra Radcliffe, el teatre Sheldonian utilitzat per a concerts de música, conferències i cerimònies universitàries i l'Examination Schools, on tenen lloc els exàmens i algunes conferències. L'església universitària de Santa Maria la Verge era utilitzada per a cerimònies universitàries abans de la construcció del Sheldonian.
El 2012-2013, la universitat va construir el controvertit Castle Mill, uns blocs de pisos de 400 m de llarg per a estudiants de 4 a 5 plantes amb vistes a Cripley Meadow i a l'històric Port Meadow, bloquejant les vistes de les agulles del centre de la ciutat.

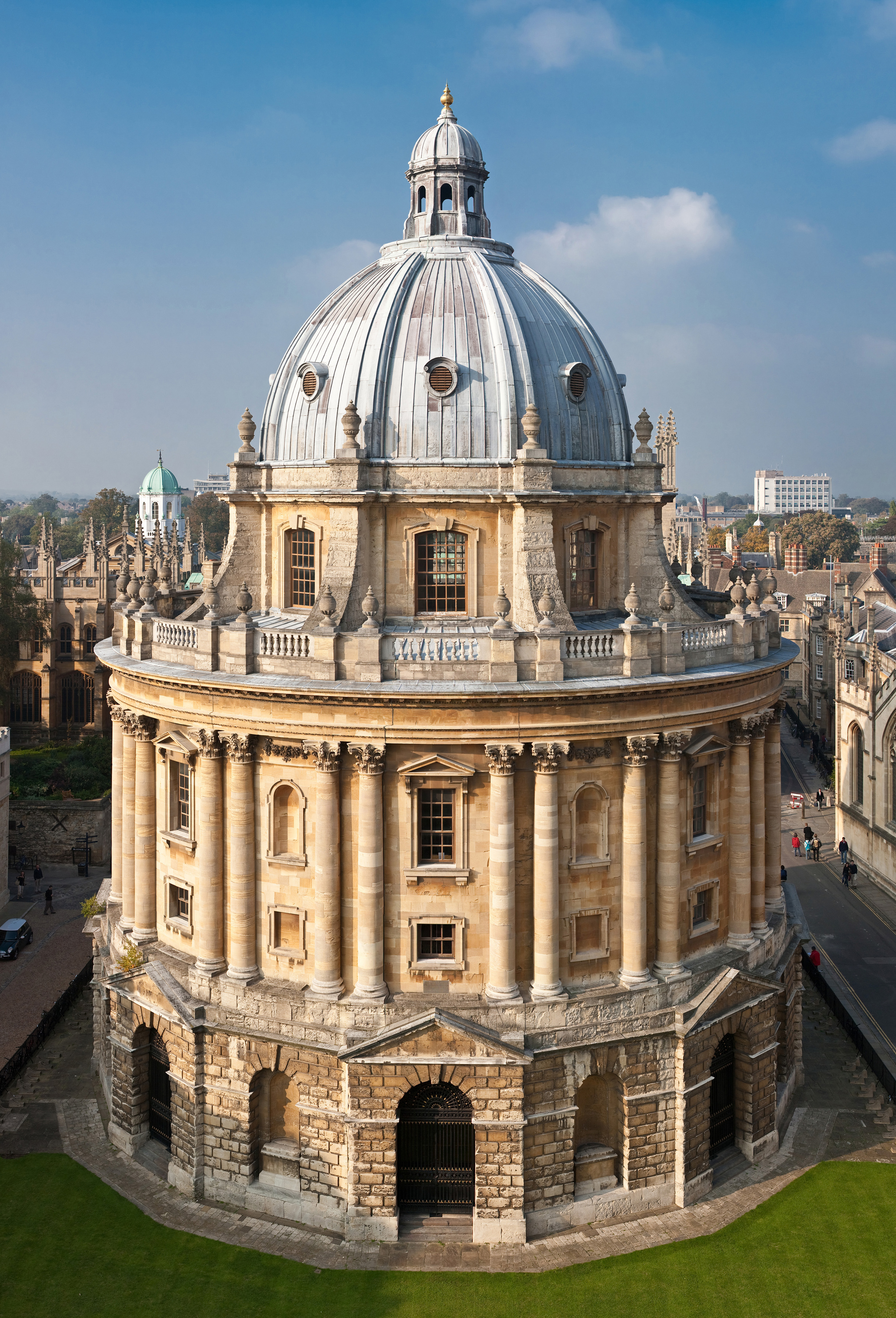
Cambra Radcliffe.
Teatre Sheldonian.
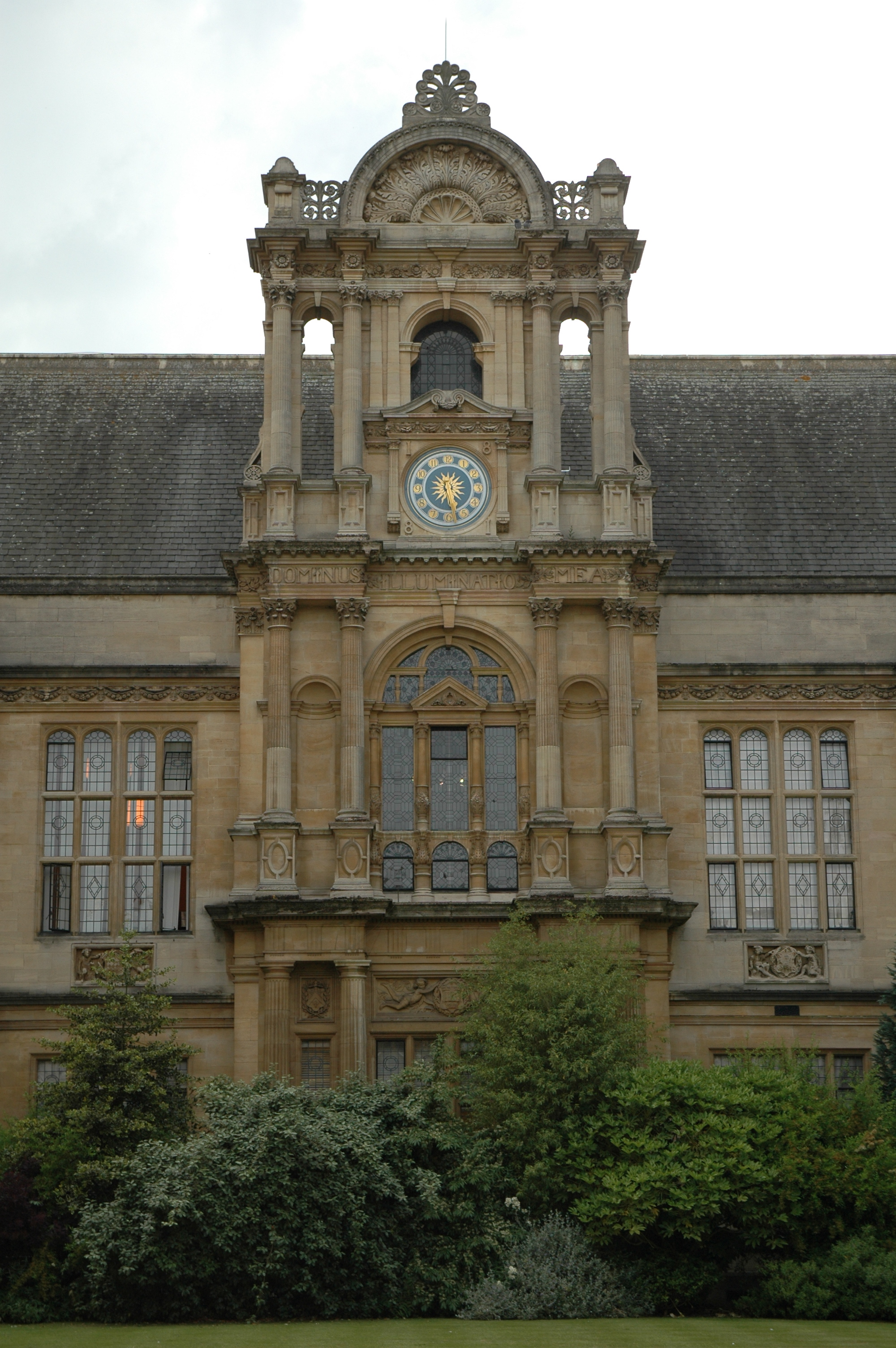
Examination Schools.
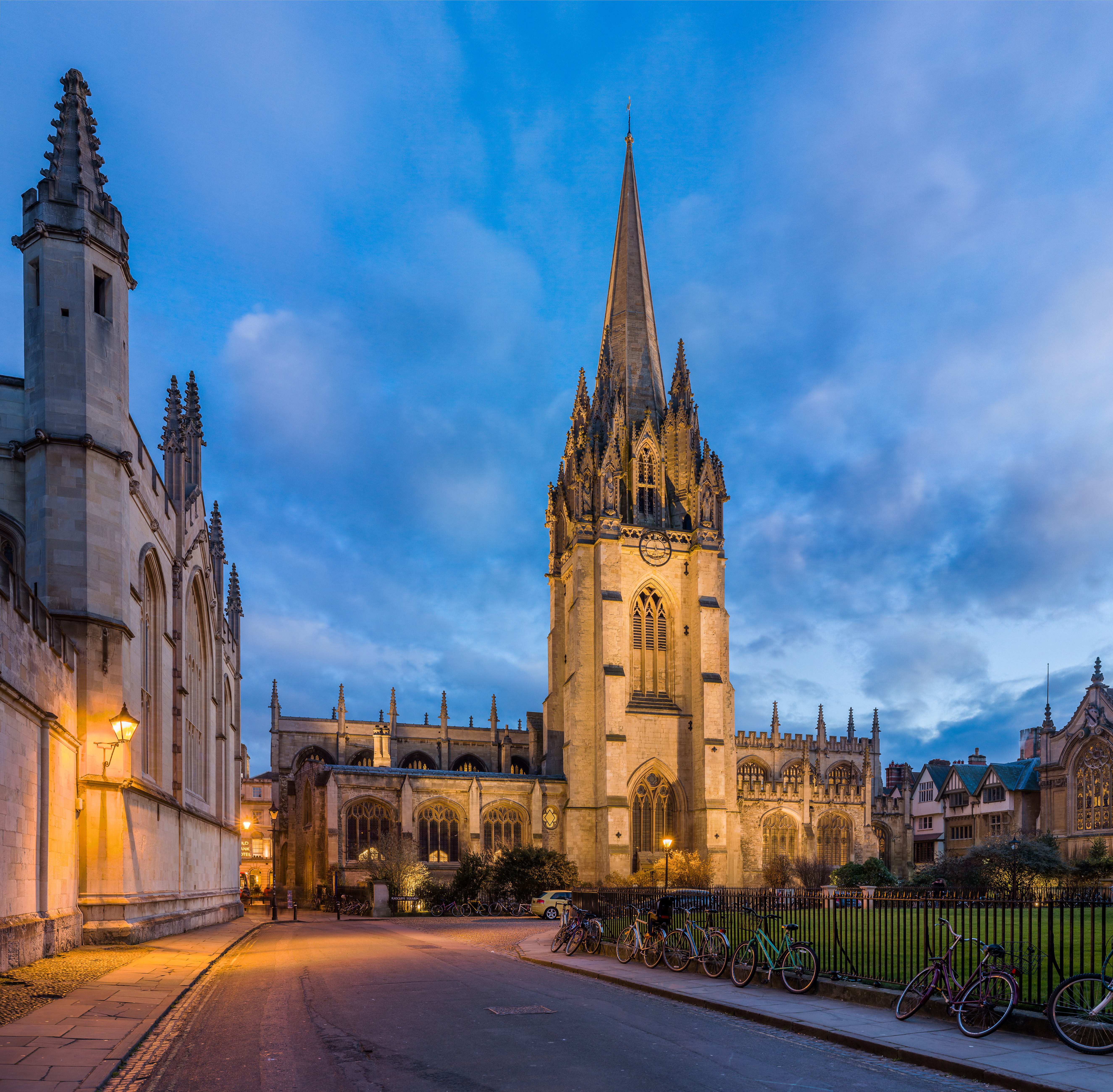
Església universitària de Santa Maria la Verge.
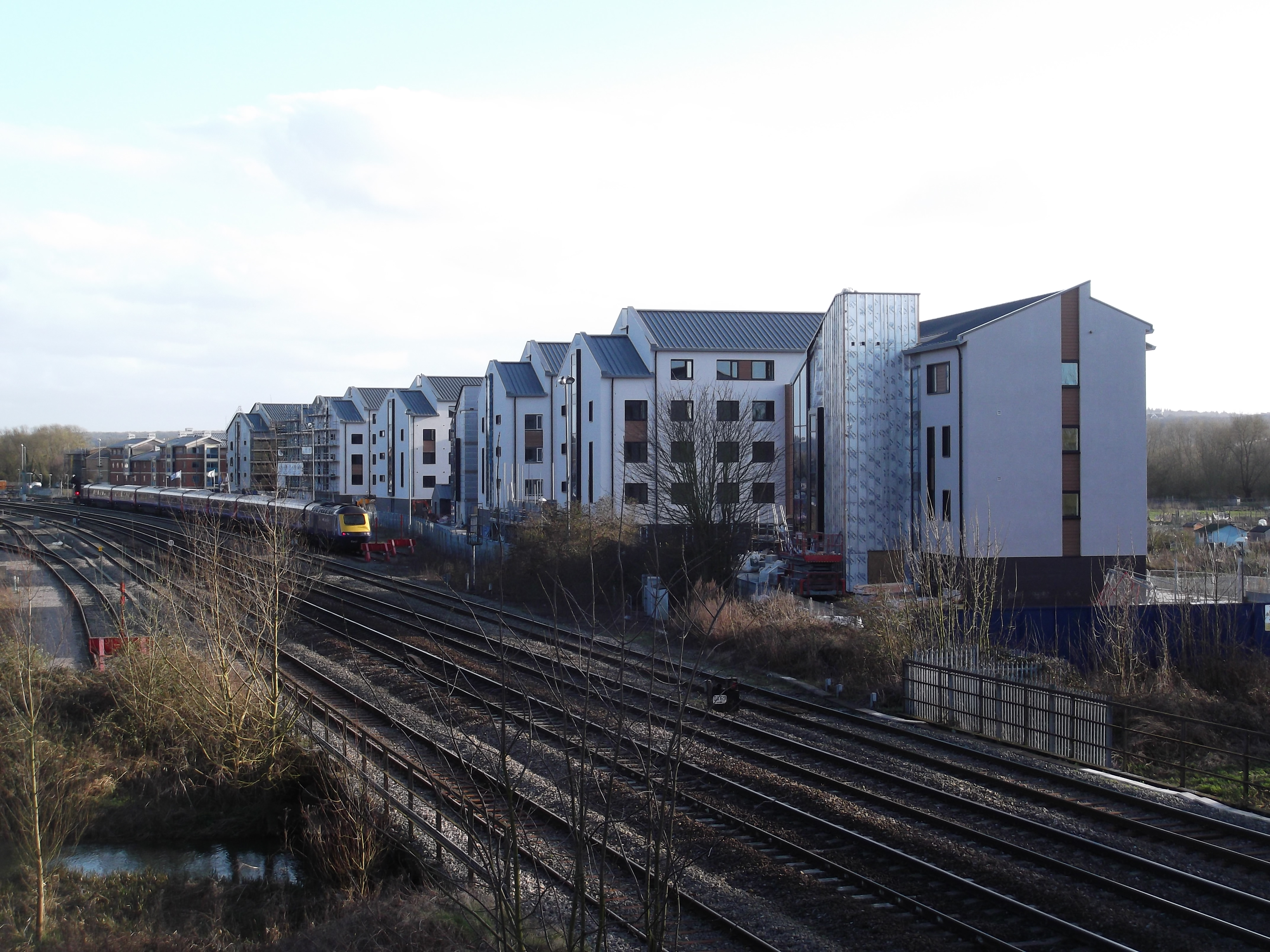
Castell Mill.
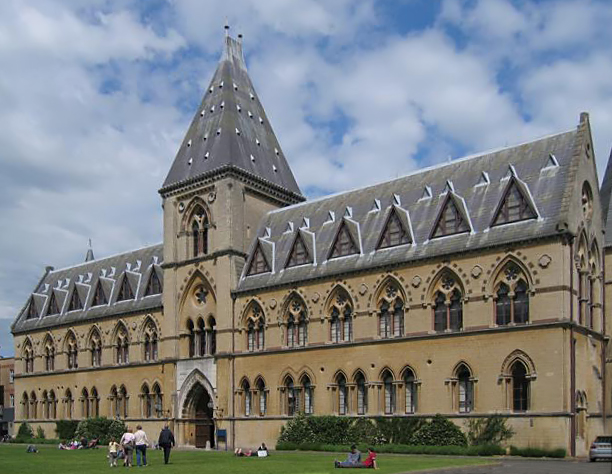
Museu d'Història Natural.

### Biblioteques

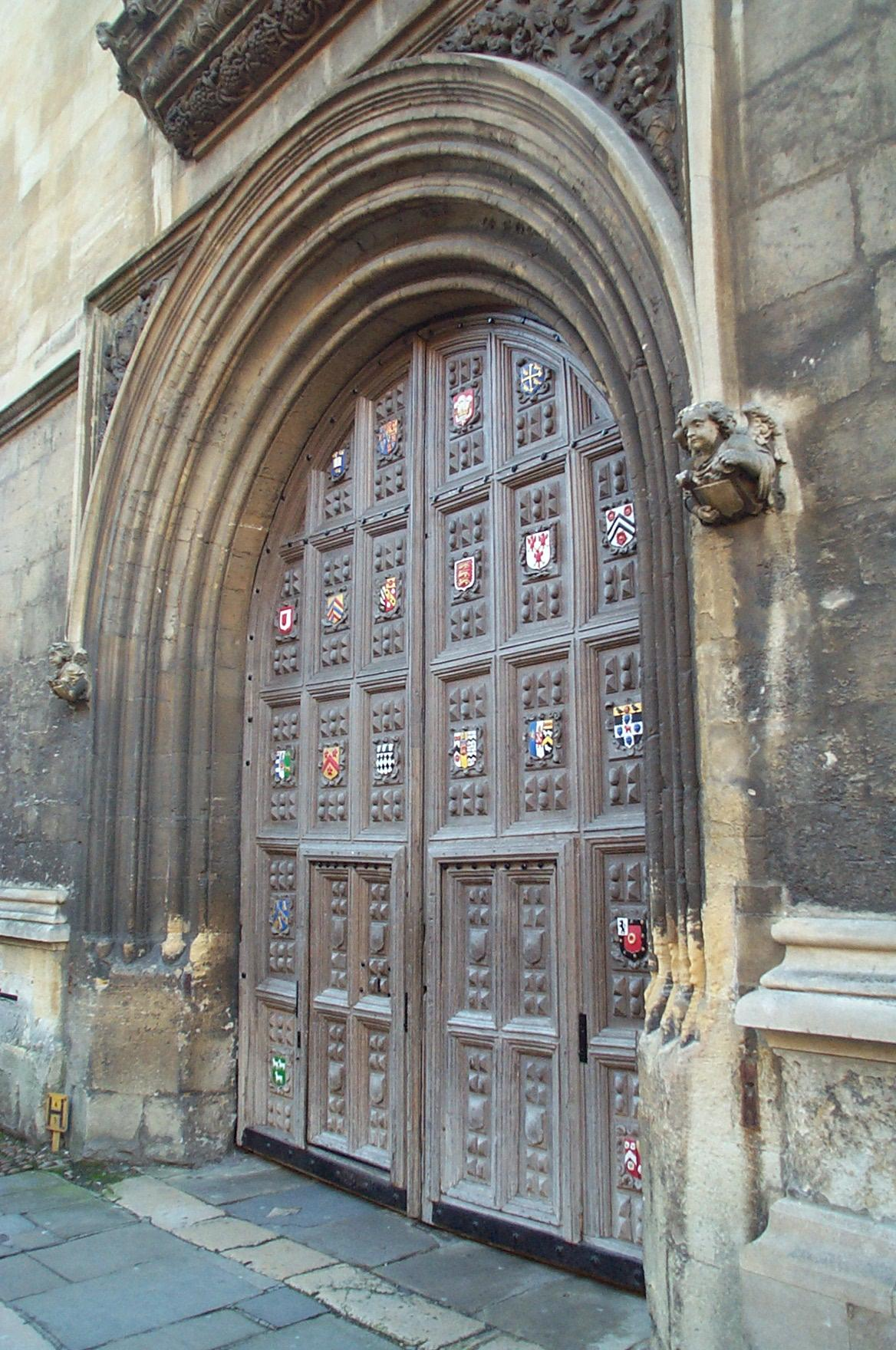
Entrada a la Biblioteca, amb els escuts d'armes de diversos col·legis d'Oxford.

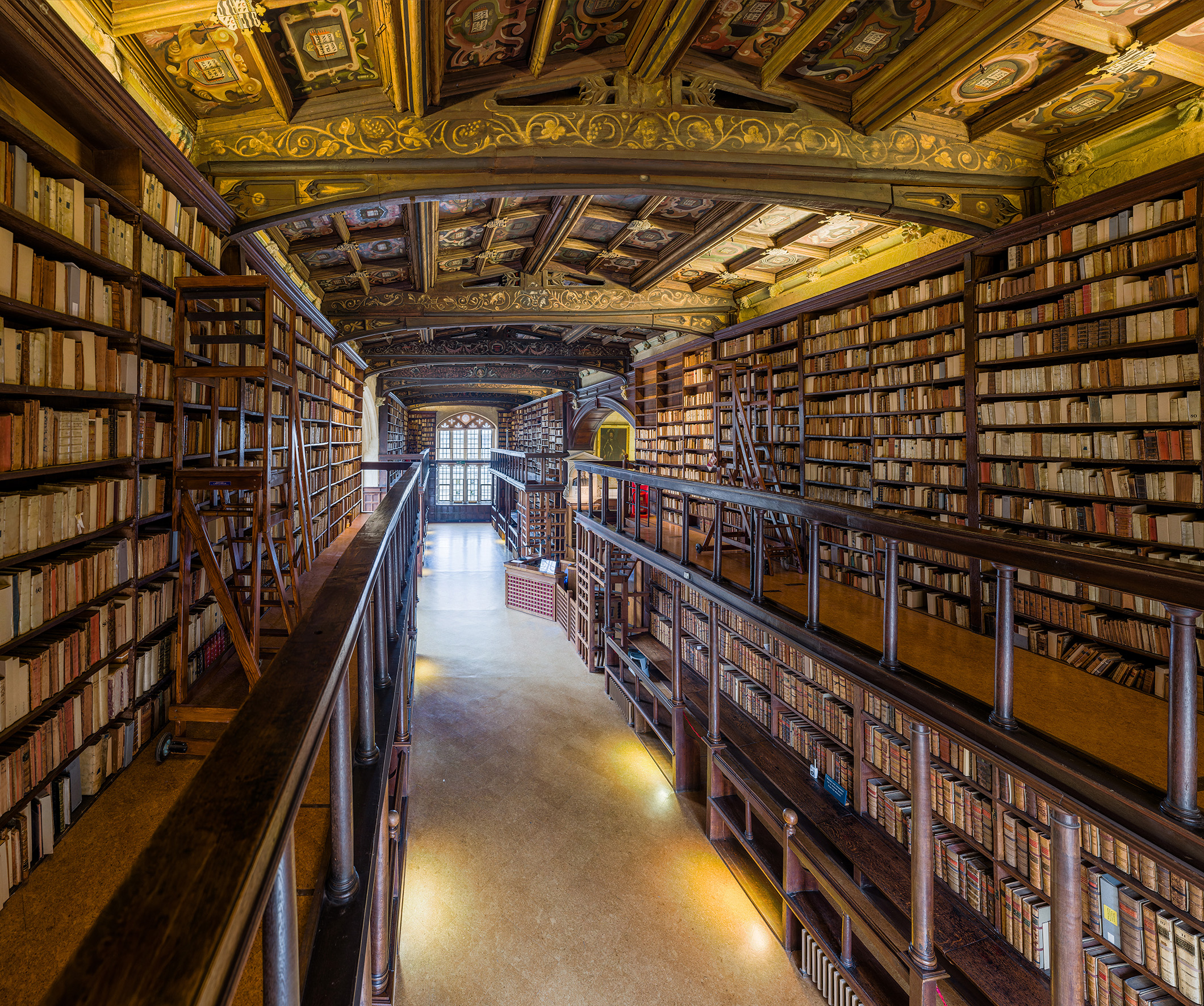
Biblioteca del Duc Humfrey, la sala de lectura més antiga de la Biblioteca Bodleiana.

La universitat manté el sistema de biblioteques universitàries més gran del Regne Unit, i, amb més d'11 milions de volums allotjats en 190 km de prestatgeries, el grup Bodleian és la segona biblioteca més gran del Regne Unit, després de la Biblioteca Britànica. The Bodleian és una biblioteca de dipòsit legal, el que significa que té dret a sol·licitar una còpia gratuïta de tots els llibres publicats al Regne Unit. Com a tal, la seva col·lecció està creixent a un ritme de més de cinc quilòmetres de prestatgeries cada any.
Els edificis de la principal biblioteca d'investigació de la universitat, la Biblioteca Bodleiana, consisteixen en la Biblioteca original al Quadrangle Old Schools, fundada per Sir Thomas Bodley el 1598 i oberta el 1602, la Cambra Radcliffe, l'edifici Clarendon i la Biblioteca Weston. Un túnel per sota de Broad Street connecta aquests edificis, amb el Gladstone Link, que es va obrir als lectors el 2011, connectant la Biblioteca Bodleiana i la Cambra Radcliffe.
Tot el grup de biblioteques es va formar l'any 2000, reunint la Biblioteca Bodleiana i algunes de les biblioteques temàtiques. Ara comprèn 28 biblioteques, algunes de les quals s'han creat reunint col·leccions anteriorment separades, com ara la Biblioteca Sackler, la Biblioteca de Dret, la Biblioteca de Ciències Socials i la Biblioteca de Ciències Radcliffe. Un altre producte important d'aquesta col·laboració és un sistema de biblioteques integrat conjunt, l'Oxford Libraries Information System (OLIS), i la seva interfície pública, Search Oxford Libraries Online (SOLO), que proporciona un catàleg electrònic que cobreix totes les biblioteques membres, així com les biblioteques de col·legis individuals i altres biblioteques de facultats, que no són membres del grup però comparteixen informació de catalogació.
Un nou dipòsit de llibres es va obrir a la vila de South Marston, Swindon, l'octubre de 2010, i els projectes de construcció recents inclouen la remodelació de l'edifici New Bodleian, que va ser rebatejat com a Weston Library quan es va reobrir el 2015. La renovació està dissenyada per mostrar millor els diferents tresors de la biblioteca (que inclouen un Primer Foli de Shakespeare i una Bíblia de Gutenberg), així com exposicions temporals.
La biblioteca Bodleiana va participar en un projecte de digitalització massiva juntament amb Google el 2004. Els recursos electrònics notables allotjats pel grup Bodleian inclouen l'Electronic Enlightenment Project, que va ser guardonat amb el Premi Digital 2010 de la Societat Britànica d'Estudis del Segle XVIII.

### Museus
Oxford manté un seguit de museus i galeries obertes al públic de franc. El Museu Ashmolean, fundat el 1683, és el museu més antic del Regne Unit i el segon museu universitari a nivell mundial darrera del Museu d'Art de Basilea, fundat el 1661. Conté col·leccions importants d'art i arqueologia, incloses obres de Michelangelo, Leonardo da Vinci, Turner i Picasso, així com tresors com el Cap de maça del rei Escorpí de l'antic Egipte, la Crònica de Paros grega i l'anglo-saxona Joia Alfred. També s'hi pot trobar "El Messies", hom el considera l'únic Stradivarius que es troba en perfecte estat de conservació.
El Museu d'Història Natural acull els exemplars zoològics, entomològics i geològics de la universitat. Es troba en un gran edifici neogòtic a Parks Road, a l'Àrea de Ciències de la universitat. Entre la seva col·lecció hi ha els esquelets d'un Tiranosaure i un Triceratop, i les restes més completes d'un dodo trobat arreu del món. També acull la Càtedra Simonyi per la Comprensió Pública de la Ciència.
Al costat del Museu d'Història Natural hi ha el Museu Pitt-Rivers, fundat el 1884, que mostra les col·leccions arqueològiques i antropològiques de la universitat, que actualment compta amb més de 500.000 objectes. El seu personal ha estat implicat en l'ensenyament de l'Antropologia a Oxford des de la seva fundació, quan com a part de la seva donació el general Augustus Pitt Rivers va estipular que la universitat establís un professor d'antropologia.
El Museu d'Història de la Ciència es troba al carrer Broad, i l'edifici es coneix coma a "Old Ashmolean Building". Conté una col·lecció de més de 30.000 objectes científics d'importància internacional que representen gairebé tots els aspectes de la història de la ciència.
A la Facultat de Música del St Aldate's College es troba la Col·lecció Bate d'instruments musicals, una col·lecció majoritàriament d'instruments de la música clàssica occidental, des de l'època medieval en endavant. La Christ Church Picture Gallery conté una important col·lecció d'unes 300 pintures de mestres antics i prop de 2.000 dibuixos.

### Editorial

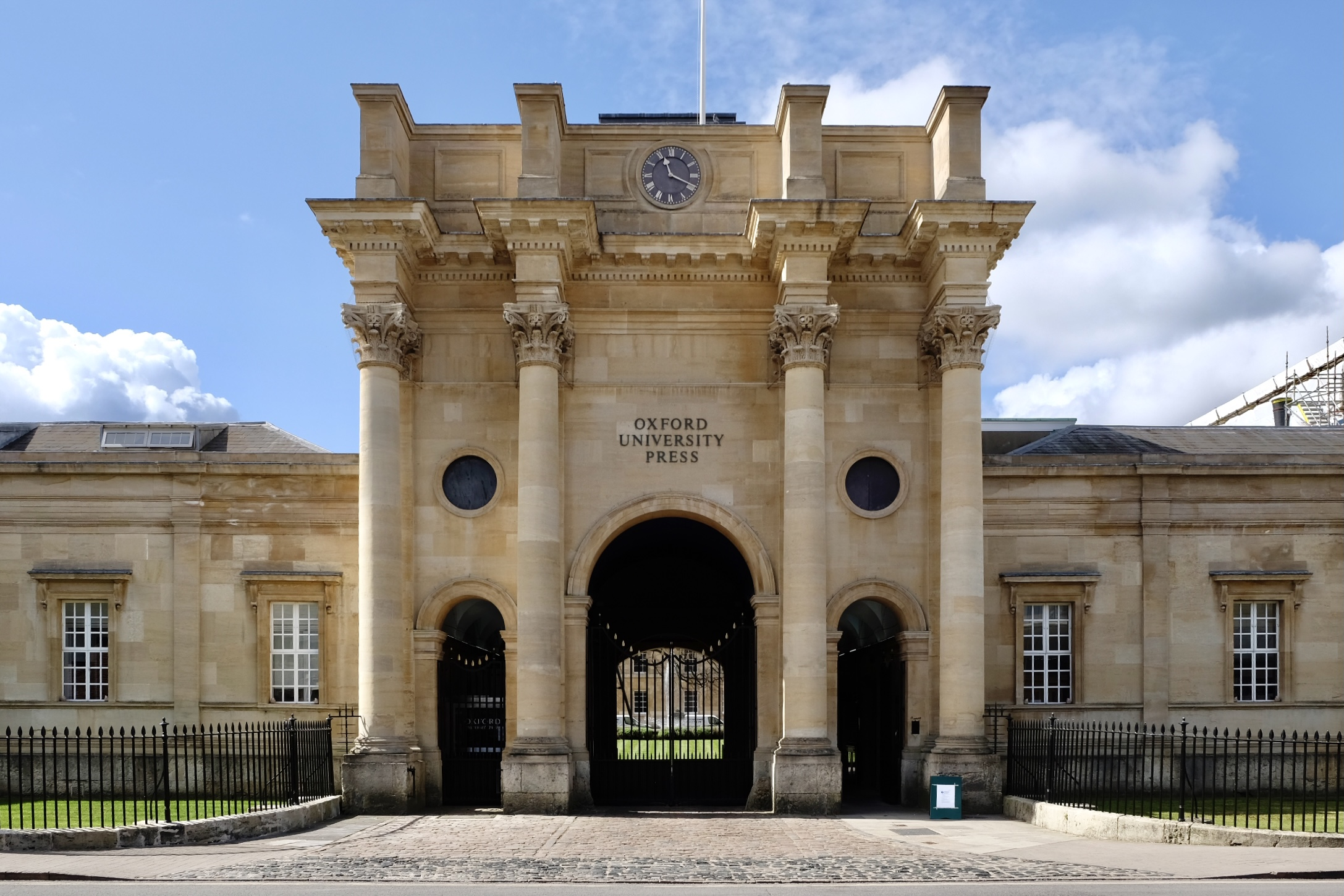
Edifici històric de l'Oxford University Press.

L'Oxford University Press és la segona editorial universitària més antiga del món i actualment la més gran pel nombre de publicacions. Cada any publica molts treballs de referència, professionals i acadèmics com ara: l'Oxford English Dictionary, el Concise Oxford English Dictionary, el Dictionary of National Biography o la sèrie Oxford World's Classics.

### Parcs
Els parcs universitaris són una zona de parc de 28 hectàrees al nord-est de la ciutat, a prop del Keble College, Somerville College i Lady Margaret Hall. És obert al públic durant les hores de llum. També hi ha diversos espais oberts de propietat universitària oberts al públic, que inclouen Bagley Wood i sobretot Christ Church Meadow.
El Jardí Botànic de High Street és el jardí botànic més antic del Regne Unit, fundat el 1621. Conté més de 8.000 espècies vegetals diferents en 1,8 hectàrees. És una de les col·leccions més importants de plantes més diverses del món i inclou representants de més del 90% de les famílies de plantes superiors. El Harcourt Arboretum comprèn unes 53 ha que inclouen boscos autòctons i 27 ha de prats, està situat a uns 9,7 km al sud de la ciutat. Els boscos de Wytham, de 423,8 ha, són propietat de la universitat i s'utilitzen per a la investigació en zoologia i conservació de la natura.

## Aspectes acadèmics

### Admissió
En comú amb la majoria de les universitats britàniques, els futurs estudiants de grau ha de fer la sol·licitud a través del Servei d'Admissions a Universitats i Col·legis (UCAS, per les sigles en anglès) El Sutton Trust, organització benèfica educativa, sosté que la Universitat d'Oxford i la Universitat de Cambridge recluten estudiants universitaris de manera desproporcionada de només 8 escoles que van representar unes 1.310 places a les dues universitats en el període 2015-2017, en contrast amb 1.220 places d'altres 2.900 escoles de tot el Regne Unit.
Per permetre un judici més personalitzat dels estudiants, els sol·licitants de grau no poden fer la sol·licitud a Oxford i a Cambridge el mateix any. Les úniques excepcions són els sol·licitants de beques per tocar l'orgue i els que sol·liciten l'accés a un segon grau. Oxford té la taxa d'oferta més baixa de totes les universitats del grup Russell.
La majoria dels sol·licitants opten per fer la sol·licitud a un dels col·legis individuals. Per als estudiants de grau, els col·legis treballen entre ells per garantir que els millors estudiants obtinguin un lloc a la universitat, independentment de les seves preferències universitàries. Per als postgraus, tots els sol·licitants que reben una oferta de la universitat tenen garantida una plaça a un col·legi, fins i tot si no reben una plaça al col·legi escollit.
La universitat ha estat criticada per l'alt nombre d'estudiants que accepta d'escoles privades; per exemple, el rebuig de Laura Spence de la universitat l'any 2000 va provocar un fort debat. El 2016, la Universitat d'Oxford va acceptar el 59% de les sol·licituds d'estudiants d'escoles públiques, mentre que al voltant del 93% de tots els alumnes del Regne Unit i el 86% dels alumnes del Regne Unit posteriors als 16 anys estan matriculats en escoles públiques. La proporció d'alumnes procedents de centres públics ha anat augmentant. Del 2015 al 2019, la proporció d'alumnes procedents d'escoles públiques del Regne Unit admesos cada any va ser: 55,6%, 58,0%, 58,2%, 60,5% i 62,3%. La Universitat gasta més de 6 milions de lliures a l'any en programes de divulgació per animar als grups demogràfics menys representats a triar-la.

### Docència i graus
L'ensenyament de grau es centra en la figura de la tutoria, on d'un a quatre estudiants passen una hora amb un acadèmic discutint el treball de la setmana, normalment un assaig (humanitats, la majoria de ciències socials, algunes matemàtiques, físiques i ciències de la vida) o un full de problemes (la majoria de ciències matemàtiques, físiques i de la vida, i algunes ciències socials). La pròpia universitat és responsable de la realització d'exàmens i de l'atorgament de títols. El curs acadèmic dels ensenyaments de grau té lloc durant tres trimestres acadèmics de vuit setmanes. Internament, les setmanes d'un terme comencen els diumenges. Els estudiants de grau han d'estar a la residència a partir del dijous de la setmana anterior a l'inici. Aquests terminis d'ensenyament són més curts que els de la majoria de les altres universitats britàniques, i la seva durada total és inferior a la meitat de l'any. Tanmateix, també s'espera que els estudiants de grau facin algun treball acadèmic durant els tres períodes de vacances (Nadal, Pasqua i Estiu).

## Vida universitària

### Tradicions

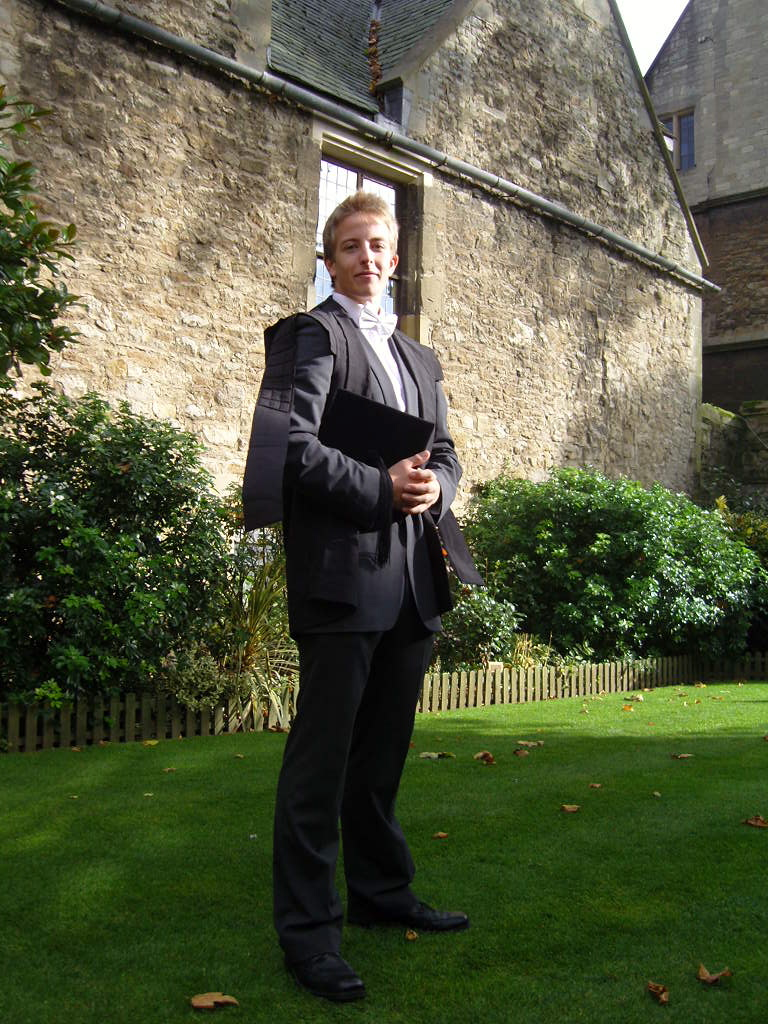
Estudiant de grau a la Universitat d'Oxford amb la indumentària per a la matrícula.

És necessari un uniforme acadèmic per als exàmens, la matrícula, les audiències disciplinàries i per visites de personalitats a la universitat. Un referèndum celebrat el 2015 entre el cos d'estudiants va mostrar que el 76% es van oposar a fer-lo voluntari als exàmens.

### Clubs
La Oxford Union (no s'ha de confondre amb l'Oxford University Student Union) és una societat privada de debat independent que acull debats setmanals i ponents d'alt perfil. Els seus membres procedeixen sobretot, però no exclusivament, de la Universitat. Fundada el 1823, és la tercera associació de debat més antiga després de la Cambridge Union Society i la University of St Andrews Union Debating Society. L'associació té la tradició d'acollir algunes de les persones més destacades del món de la política, de l'acadèmia i de la cultura popular, des d'Albert Einstein i Elton John fins a Sir Winston Churchill, Ronald Reagan, la reina Elisabet II i Mahathir bin Mohamad. Molts antics presidents de la Unió han passat a ocupar alts càrrecs al Regne Unit i a la Commonwealth, inclosos William Gladstone, Edward Heath, Boris Johnson i Benazir Bhutto. Els grups de partits polítics inclouen la Oxford University Conservative Association, des de l'octubre de 2009 està afiliada a
l'ala juvenil del Partit Conservador.L'Oxford University Labour Club, fundat el 1919, per promoure el socialisme democràtic i avui dia és la seu del Partit Laborista i de la socialdemocràcia a la Universitat.
L'Oxford University Student Union és el sindicat oficial d'estudiants de la Universitat d'Oxford. És més conegut a Oxford pel nom d'Oxford SU o per les sigles OUSU. Existeix per representar els estudiants en la presa de decisions de la universitat, per actuar com a veu dels estudiants en el debat de política nacional d'educació superior i per oferir serveis directes al cos estudiantil.
També existeixen associacions de música, teatre i altres arts tant a nivell de col·legi com universitari, com la Societat Dramàtica de la Universitat d'Oxford i l'Oxford Revue. La majoria dels col·legis tenen cors de capella, com The Oxford Imps, un grup d'improvisació de comèdia, que actua setmanalment a la The Jericho Tavern durant el trimestre lectiu.
Els clubs privats per a estudiants inclouen el Vincent's Club (principalment per a esportistes) i The Gridiron Club. També existeixen diversos clubs d'estudiants només per invitació com el Bullingdon Club.

### Mitjans de comunicació
Es publiquen dos diaris estudiantils setmanals: l'Independent Cherwell i l'Oxford Student de l'OUSU. Altres publicacions inclouen la revista The Isis Magazine, la satírica The Oxymoron, la revista de postgrau The Oxonian Review, l'Oxford Political Review i l'únic diari en línia The Oxford Blue. L'emissora de ràdio estudiantil és l'Oxide Radio.

### Esports

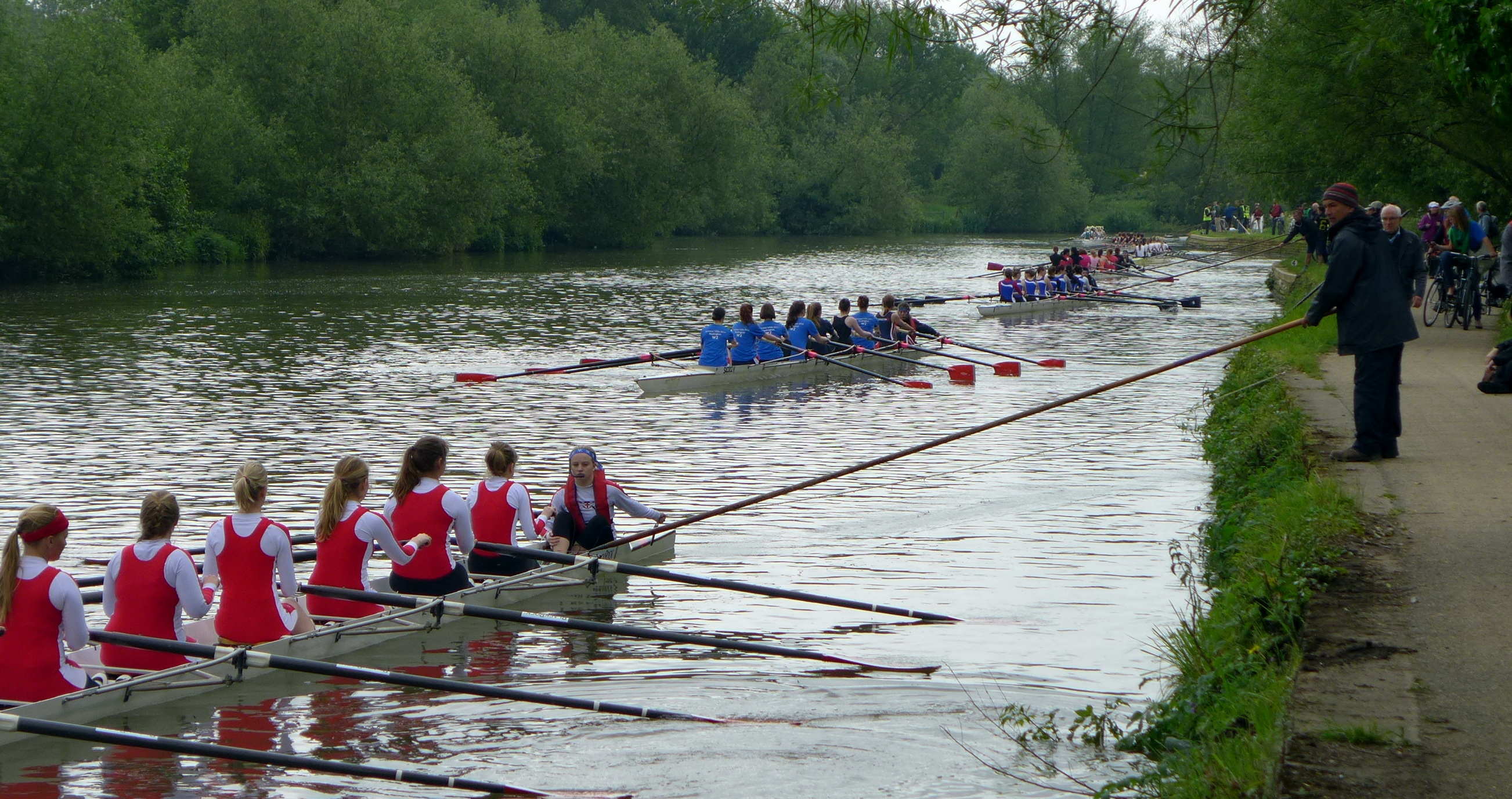
Inici d'una regata a Oxford, juny de 2014.

La competició esportiva es juga entre equips universitaris, en tornejos anomenats "Cuppers" (el terme prové de la paraula "Cup" i és un exemple del sufix col·loquial "-er" afegit al nom "Oxford"). En particular, destaquen les tres regates de rem intercol·legials trimestrals: Christ Church Regatta, Torpids i Summer Eights. A més a més, hi ha equips universitaris de nivell superior. Especial atenció tenen els enfrontaments anuals contra la Universitat de Cambridge, el més famós dels quals és "The Boat Race" que té lloc cada primavera al riu Tàmesi al tram que travessa Londres i que s'estima que l'edició del 2014 un quart de milió de persones van veure la carrera des de la riba i una audiència televisiva superior als 15 milions d'espectadors.
Altres clubs d'esport són el club de futbol Oxford University A.F.C., l'Oxford University Cricket Club, l'Oxford University Ice Hockey Club i el de rugbi Oxford University RFC.

## Història

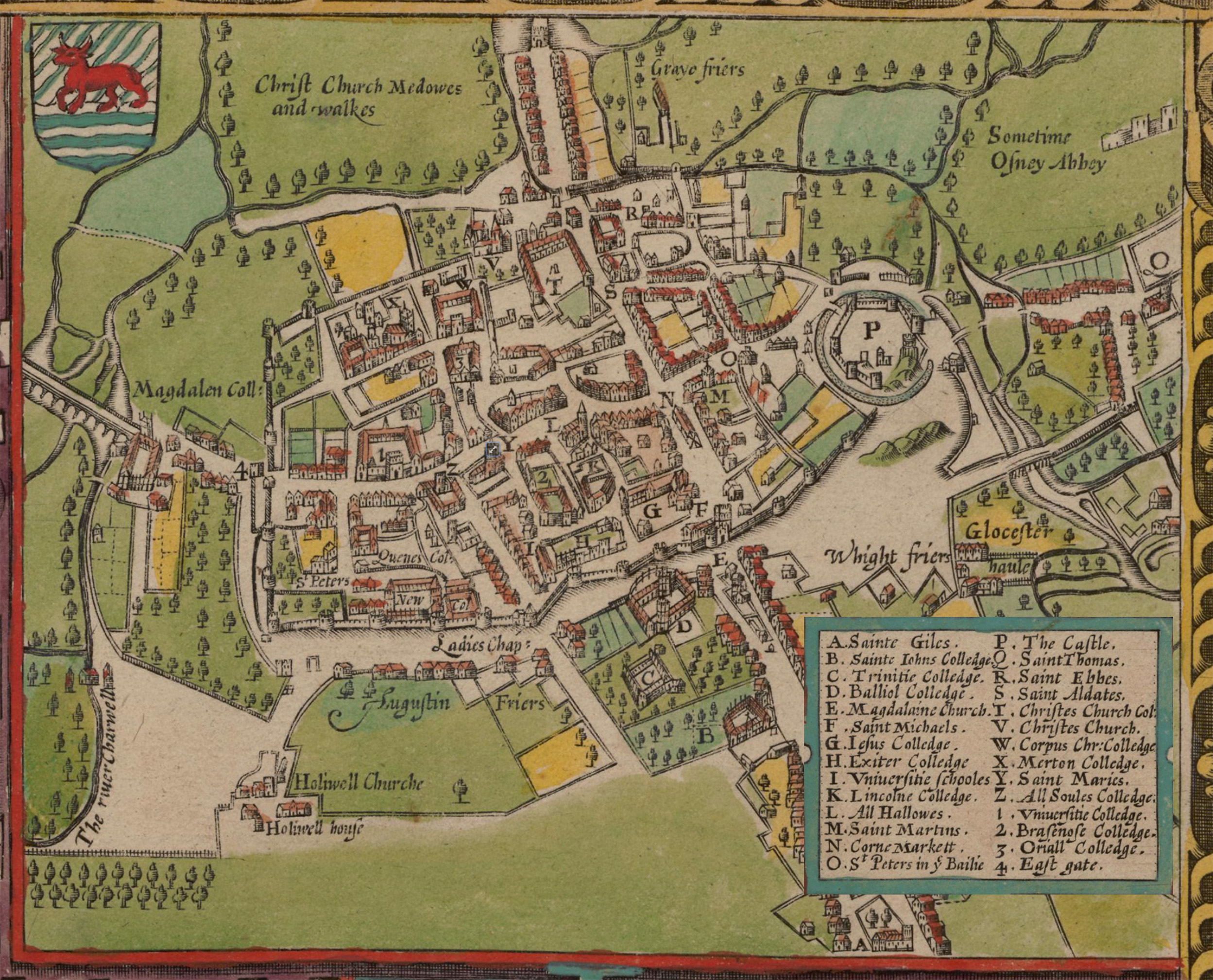
El 1605, Oxford era una ciutat emmurallada amb diversos col·legis fora muralles (el nord és a la part inferior).

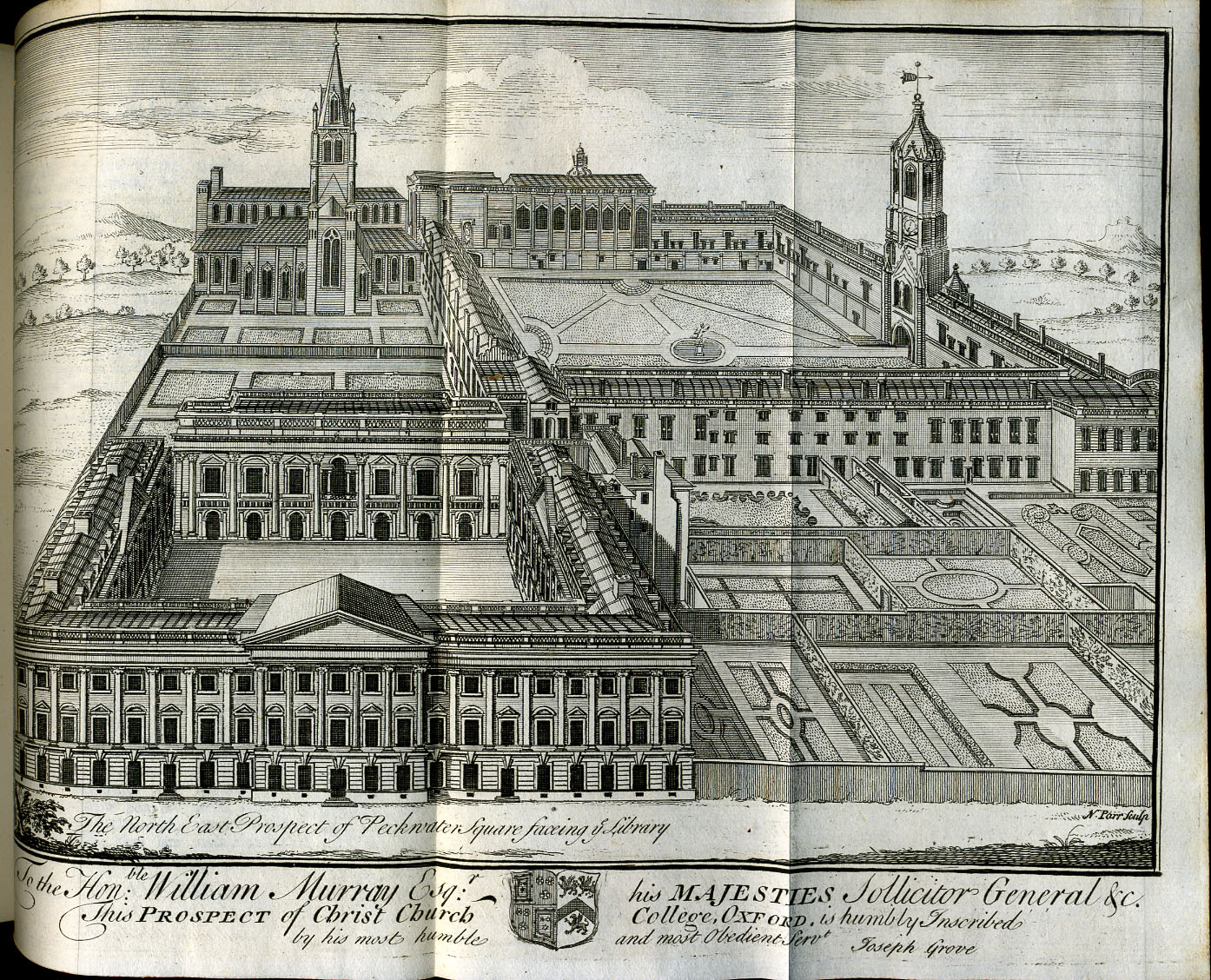
Gravat de 1742 del Christ Church College.

Es desconeix la data exacte de la fundació de la Universitat d'Oxford.
Però se suposa que l'ensenyament ja existia a Oxford el 1096. Al segle XIV, el monjo i cronista anglès Ranulf Higden va escriure que la universitat va ser fundada al segle X per Alfred el Gran, però aquesta història és apòcrifa. els primers indicis d'ensenyament a Oxford daten del 1096, però no és clar quan va néixer la universitat. Tanmateix, no va ser fins al 1201, quan una carta papal descrivia a John Grimm com a magister scolarum Oxonie, convertint-la en la universitat més antiga del món de parla anglesa i en la segona universitat més antiga del món en funcionament continu després de la Universitat de Bolonya.
Després de les disputes entre els estudiants i els habitants de la localitat d'Oxford, alguns acadèmics d'Oxford van fugir al nord-est a Cambridge, on van establir la Universitat de Cambridge el 1209. Les dues universitats angleses comparteixen moltes característiques comunes i es coneixen conjuntament com "Oxbridge".
L'expulsió dels estrangers de la Universitat de París el 1167 va comportar l'establiment a Oxford dels alumnes anglesos i un creixement important de la universitat. El monjo i historiador Giraldus Cambrensis va donar conferències a aquests erudits el 1188, i el primer erudit estranger conegut, Emo de Frísia, va arribar el 1190. El cap de la universitat tenia el títol de canceller des del 1201, i els mestres van ser reconeguts com a universitas el 1231. La universitat va rebre la carta reial el 1248 durant el regnat d'Enric III. Després de les disputes entre els estudiants i els habitants d'Oxford el 1209, alguns acadèmics van fugir a Cambridge per la violència, formant més tard la Universitat de Cambridge.
Els estudiants es van associar, en dues "nacions estudiantils" en funció dels seus orígens geogràfics les quals representaven el Nord (estudiants del nord o Boreals, que incloïen els anglesos al nord del riu Trent i els escocesos) i els del Sud (estudiants del sud o Australs, que incloïen els anglesos al sud del riu Trent, els irlandesos i els gal·lesos). En segles posteriors, els orígens geogràfics van continuar influint en les afiliacions de molts estudiants quan la pertinença a un col·legi o hall es va convertir en habitual a Oxford. A més, membres de moltes ordres religioses, com els dominics, franciscans, carmelites i agustins, es van establir a Oxford a mitjans del segle XIII, van guanyar influència i van mantenir cases o residències per als estudiants. Més o menys al mateix temps, benefactors privats van establir col·legis com a comunitats acadèmiques independents. Entre els primers fundadors hi havia Guillem de Durham, que el 1249 va fundar l'University College, i John de Balliol, fundador del Balliol College el 1263. Un altre fundador, Walter de Merton, Lord canceller d'Anglaterra i posteriorment bisbe de Rochester, va idear una sèrie de regulacions per a la vida universitària; El Merton College es va convertir així en el model per a aquests establiments a Oxford, així com a Cambridge. A partir de llavors, un nombre creixent d'estudiants va viure en col3legis en lloc d'en residències i cases religioses.
El 1333–1334, un intent d'alguns acadèmics insatisfets d'Oxford de fundar una nova universitat a Stamford, però després de la pressió de la Universitat d'Oxford, el rei Eduard III va suprimir la institució el 1335 i els tutors i estudfiants van  retornar a Oxford. Fins a la dècada de 1820, no es va permetre la fundació de noves universitats a Anglaterra, ni tan sols a Londres; per tant, Oxford i Cambridge tenien un duopoli, cosa inusual en els grans països de l'Europa occidental.[39]
Els nous coneixements del Renaixement van influir a Oxford des de finals del segle XV. Entre els estudiosos universitaris de l'època s'hi troben William Grocyn, que va contribuir al renaixement dels estudis de llengua grega, i John Colet, destacat teòleg.
Amb la Reforma anglesa i la ruptura amb l'Església Catòlica Romana, els erudits que no acceptaren aquesta ruptura van fugir a l'Europa continental, establint-se especialment a la universitat francesa de Douai. El mètode d'ensenyament a Oxford es va transformar del mètode escolàstic medieval a l'educació renaixentista, tot i que les institucions associades a la universitat van patir pèrdua de terres i ingressos. Com a centre d'aprenentatge i erudició, la reputació d'Oxford va disminuir durant la Il·lustració; les matrícules van disminuir i l'ensenyament va ser descuidat.
El 1636, William Laud, canceller i arquebisbe de Canterbury, va establir els estatuts de la universitat. Aquests, en la seva major part, van ser el reglament de govern fins a mitjans del segle XIX. Laud també va ser responsable de la concessió d'una carta que garantia privilegis per a la University Press, i va fer contribucions notables a la Biblioteca Bodleiana, la biblioteca principal de la universitat. Des d'inicis de l'Església d'Anglaterra com a religió oficial fins al 1866, la pertinença a l'església era un requisit per graduar-se en Arts, i els "dissidents" només podien ser ascendits a Mestre d'Arts a partir del 1871. La universitat fou un centre del partit reialista durant la Guerra Civil anglesa (1642-1651), mentre que la ciutat va afavorir la causa parlamentària oposada.
Dels estudiants que es van matricular el 1840, el 65% eren fills de professionals (el 34% eren ministres anglicans). Després de la graduació, el 87% es van convertir en professionals (el 59% com a clergues anglicans). Dels estudiants que es van matricular el 1870, el 59% eren fills de professionals (el 25% eren ministres anglicans). Després de la graduació, el 87% es van convertir en professionals (el 42% com a clergues anglicans).
A principis de 1914, la universitat acollia uns 3.000 estudiants de grau i uns 100 estudiants de postgrau. Durant la Primera Guerra Mundial, molts estudiants es van unir a les forces armades, i la població estudiantil resident es va reduir al 12% del total d'abans de la guerra. El Registre de Serveis de la Universitat va registrar que en total, 14.792 membres de la universitat van servir a la guerra, amb 2.716 (18,36%) morts. No tots els membres de la universitat que van servir a la Gran Guerra van lluitar amb els aliats; hi ha un monument commemoratiu als membres del New College que van servir a les forces armades alemanyes, amb la inscripció: "En memòria dels homes d'aquest college que, venint d'una terra estrangera, van entrar en l'herència d'aquest lloc i tornant, van lluitar i van morir pel seu país a la guerra de 1914-1918". Durant els anys de la guerra, els edificis de la universitat es van convertir en hospitals, escoles de cadets i camps d'entrenament militar.

### Reformes
El 1852, dues comissions parlamentàries van emetre recomanacions per a les universitats d'Oxford i Cambridge. Archibald Campbell Tait, exdirector de l'Escola de Rugbi, va ser un dels membres de la Comissió d'Oxford, el qual volia que Oxford seguís el model alemany i escocès en què la càtedra era l'element primordial. L'informe de la comissió preveia una universitat centralitzada dirigida predominantment pel professorat i les facultats, amb més èmfasien la recerca. Per als estudiants aconsellava l'eliminació de les restriccions d'entrada i donar més oportunitats a les famílies més desafavorides. Demanava una ampliació del pla d'estudis. Les beques de grau haurien d'estar obertes a tots els estudiants britànics. Les beques de postgrau haurien d'estar obertes a tots els membres de la universitat. Recomanava que els becaris fossin alliberats de l'obligació d'ordenació i que els estudiants haurien de poder estalviar diners allotjant-se a la ciutat, en lloc d'en els colleges.
El sistema d'escoles d'honor separades per a diferents assignatures va començar el 1802, amb Matemàtiques i Literae Humaniores. Les escoles de "Ciències Naturals" i "Dret i Història Moderna" es van afegir el 1853. El 1872, l'última d'aquestes s'havia dividit en "Jurisprudència" i "Història Moderna". Teologia es va convertir en la sisena escola d'honor.
A mitjans del segle XIX es va veure l'impacte del Moviment d'Oxford (1833–1845), liderat, entre d'altres, pel futur cardenal John Henry Newman. Les reformes administratives durant aquest segle van incloure la substitució dels exàmens orals per proves d'accés escrites, una major tolerància per la dissidència religiosa i l'establiment de quatre col·legis femenins. Les decisions del Consell Privat en el segle XX (l'abolició del culte diari obligatori, la dissociació de la càtedra Regius d'hebreu de l'estatus clerical i el desviament dels llegats teològics dels col·legis cap a altres finalitats) van afluixar el vincle amb la creença i la pràctica tradicionals. A més, tot i que l'èmfasi de la universitat havia estat històricament en el coneixement clàssic, el seu pla d'estudis es va ampliar durant el segle XIX per incloure estudis científics i mèdics.
Els títols de postgrau de Bachelor of Science i Bachelor of Letters (rebatejats com a Master of Science i Master of Letters a la dècada de 1970) es van introduir el 1895, i la universitat va començar a atorgar doctorats per a la recerca el 1900 amb els títols de Doctor en Lletres i Doctor en Ciència. Oxford va ser la primera universitat britànica a instituir un títol de Philosophiæ doctor (abreujat PhD) el 1917; es va atorgar per primera vegada el 1919 a Lakshman Sarup del Balliol College.

### Educació de les dones
La universitat va aprovar una llei el 1875 en que permetia a les dones de disposar d'una titulació aproximadament a nivell de grau. durant un breu període a principis del 1900, això va permetre a les "dames dels vaixells de vapor" rebre títols ad eundem de la Universitat de Dublín. El juny de 1878 es va formar l'Associació per a l'Educació de les Dones, amb l'objectiu de crear finalment un col·legi per a dones a Oxford. Alguns dels membres més destacats de l'associació van ser George Granville Bradley, Thomas Hill Green i el bisbe anglicà Edward Stuart Talbot. Talbot va insistir en una institució específicament anglicana, cosa que era inacceptable per a la majoria dels altres membres. Els dos partits finalment es van separar, i el grup de Talbot va fundar el Lady Margaret Hall el 1878, mentre que Thomas H. Green va fundar el Somerville College, una institució no confessional, el 1879. Lady Margaret Hall i Somerville College van obrir les portes a les seves primeres 21 estudiants (12 a Somerville, 9 a Lady Margaret Hall) el 1879. També hi havia 25 estudiants que vivien a casa o amb amigues el 1879, un grup que va evolucionar fins a convertir-se en la Society of Oxford Home-Students i, el 1952, en el St Anne's College.
Aquestes tres primeres institucions per a dones van ser seguides per St Hugh's College (1886) i el St Hilda's College (1893). Tots aquests col·legis van esdevenir posteriorment mixtes, començant per Lady Margaret Hall i St Anne's el 1979, i acabant amb St Hilda's, que va començar a acceptar estudiants masculins el 2008. A principis del segle xx, Oxford i Cambridge eren percebudes àmpliament com a bastions del privilegi masculí, tanmateix, la integració de les dones a Oxford va avançar durant la Primera Guerra Mundial. El 1916, les dones van ser admeses com a estudiants de medicina al mateix nivell que els homes, i el 1917 la universitat va acceptar la responsabilitat financera dels exàmens de les dones.
El 7 d'octubre de 1920, les dones van ser elegibles per a l'admissió com a membres de ple dret de la universitat i se'ls va dotar del dret a obtenir títols. El 1927, els professors de la universitat van crear una quota que limitava el nombre d'estudiants femenines a una quarta part del nombre d'homes, una norma que no es va abolir fins al 1957. A més, durant aquest període, els col·legis d'Oxford eren d'un sol sexe, de manera que el nombre de dones també estava limitat per la capacitat dels col·legis femenins. No va ser fins al 1959 que els colleges femenins van obtenir l'estatus universitari complet.
El 1974, Brasenose, Jesus, Wadham, Hertford i St Catherine's es van convertir en els primers col·legis anteriorment masculines a admetre dones. La majoria dels col·legis masculins van acceptar les primeres estudiants dones el 1979, seguides per Christ Church el 1980, i Oriel es va convertir en l'últim col·legi masculí a admetre dones el 1985. La majoria dels col·legis de postgrau d'Oxford es van fundar ja com a institucions mixtes al segle xx, amb l'excepció del St Antony's, que es va fundar com a masculí el 1950 i va començar a acceptar dones només el 1962. A 2024 el 51% dels estudiants d'Oxford són dones.
La novel·la detectivesca Gaudy Night de Dorothy L. Sayers, que va ser una de les primeres dones a obtenir un títol acadèmic a Oxford, està ambientada principalment al Shrewsbury College d'Oxford, un centre íntegrament femení (basat en el propi Somerville College de Sayers), i el tema de l'educació de les dones és central en la seva trama. El llibre de la historiadora social i també exalumna del Somerville College, Jane Robinson, Bluestockings: A Remarkable History of the First Women to Fight for an Education, ofereix un relat molt detallat i immersiu d'aquesta història.

## Personalitats destacades
Entre els antics alumnes de la universitat s'inclouen 57 guardonats amb el Premi Nobel (arriban a 70 comptant els premiats que van formar part del professorat un cop guanyat el premi), així com 31 primers ministres del Regne Unit i molts caps d'estat i de govern a tot el món.

### Guardonats amb el Premi Nobel
- A. Michael Spence, Premi Nobel d'Economia de 2001.[155]
- Ahmed Zewail, premi Nobel de Química de 1999.[156]
- Alexander Todd, premi Nobel de Química de 1957.[157]
- Amartya Sen, Premi Nobel d'Economia de 1998.[158]
- Anthony J. Leggett, premi Nobel de Física de 2003.[159]
- Aung Sang Suu Kyi, premi Nobel de la Pau de 1991.[160]
- Baruch S. Blumberg, premi Nobel de Fisiologia o Medicina de 1976.[161]
- Cecil of Chelwood, premi Nobel de la Pau de 1937.[162]
- Charles Sherrington, premi Nobel de Fisiologia o Medicina de 1932.[163]
- Cyril Hinshelwood, premi Nobel de Química de 1956.[164]
- Dorothy Hodgkin, premi Nobel de Química de 1964.[165]
- Ernest Chain, premi Nobel de Fisiologia o Medicina de 1945.[166]
- Erwin Schrödinger, premi Nobel de Física de 1933.[167]
- Frederick Soddy, premi Nobel de Química de 1921.[168]
- George Wells Beadle, premi Nobel de Fisiologia o Medicina de 1958.[169]
- Gunnar Myrdal, premi Nobel d'Economia de 1974.[170]
- Howard Walter Florey, premi Nobel de Fisiologia o Medicina de 1945.[166]
- J. Michael Kosterlitz, premi Nobel de Física de 2016.[171]
- James E. Meade, premi Nobel d'Economia de 1977.[172]
- James Mirrlees, premi Nobel d'Economia de 1996.[173]
- John B. Gurdon, premi Nobel de Fisiologia o Medicina de 2012.[174]
- John Hicks, premi Nobel d'Economia de 1972.[175]
- John Cornforth, premi Nobel de Química de 1975.[176]
- John C. Eccles, premi Nobel de Fisiologia o Medicina de 1963.[177]
- John Galsworthy, premi Nobel de Literatura de 1932.[178]
- John B. Goodenough, premi Nobel de Química de 2019.[179]
- John H. Van Vleck, premi Nobel de Física de 1977.[180]
- John Vane, premi Nobel de Fisiologia o Medicina de 1982.[181]
- John Walker, premi Nobel de Química de 1997.[182]
- José Ramos-Horta, premi Nobel de la Pau de 1996.[183]
- Joseph E. Stiglitz, premi Nobel d'Economia de 2001.[184]
- Lawrence Klein, premi Nobel d'Economia de 1980.[185]
- Lester B. Pearson, premi Nobel de la Pau de 1957.[186]
- Linus Pauling, premi Nobel de Química de 1954[187] i premi Nobel de la Pau de 1962.[188]
- Martin Ryle, premi Nobel de Física de 1974.[189]
- Nikolas Tinbergen, premi Nobel de Fisiologia o Medicina de 1973.[190]
- Norman F. Ramsey, premi Nobel de Física de 1989.[191]
- Oliver Smithies, premi Nobel de Fisiologia o Medicina de 2007.[192]
- M. Stanley Whittingham, premi Nobel de Química de 1954.[187]
- Paul Nurse, [remi Nobel de Fisiologia o Medicina de 2001.[193]
- Peter Medawar, premi Nobel de Fisiologia o Medicina de 1960.[194]
- Peter J. Ratcliffe, premi Nobel de Fisiologia o Medicina de 2019.[195]
- Ragnar Granit, premi Nobel de Fisiologia o Medicina de 1967.[196]
- Robert H. Grubbs, premi Nobel de Química de 2005.[197]
- Robert S. Mulliken, premi Nobel de Química de 1996.[198]
- Roger Penrose, premi Nobel de Física de 2020.[199]
- Robert Robinson, premi Nobel de Química de 1947.[200]
- Robert Solow, premi Nobel d'Economia de 1987.[201]
- Rodney Porter, premi Nobel de Fisiologia o Medicina de 1967.[202]
- Seamus Heaney, premi Nobel de Literatura de 1995.[203]
- Severo Ochoa, premi Nobel de Fisiologia o Medicina de 1959.[204]
- Simon Johnson, premi Nobel d'Economipremi Nobel de Fisiologia o Medicina de 1972.[205]a de 2024.[206]
- Sydney Brenner, premi Nobel de Fisiologia o Medicina de 2002.[207]
- T. S. Eliot, premi Nobel de Literatura de 1948.[208]
- V. S. Naipaul, premi Nobel de Literatura de 2001.[209]
- William Golding, premi Nobel de Literatura de 1983.[210]

### Professorat
Categoria principal: Professors de la Universitat d'Oxford

### Antics alumnes
Categoria principal: Alumnes de la Universitat d'Oxford
- Francesc Eiximenis, escriptor franciscà català del segle XIV.[211]
- Christopher Wren, científic i arquitecte anglès, famós pels seus treballs de reconstrucció de les esglésies després del Gran incendi de Londres de 1666.
- Lewis Carroll, sacerdot anglicà, lògic, matemàtic, fotògraf i escriptor anglès.
- Oscar Wilde, poeta, novel·lista i dramaturg irlandès. Magdalen College.
- Vera Brittain, escriptora anglesa. Somerville College.
- Aldous Huxley, escriptor anglès. Balliol College.
- Iris Murdoch, escriptora i filòsofa irlandesa. St Anne's College.
- Indira Gandhi, primera ministra de l'Índia (1966-1977 i 1980-1984). Somerville College.
- Margaret Thatcher, primera ministra del Regne Unit (1979-1990) i líder del Partit Conservador (1975-1990). Somerville College.
- Stephen Hawking, físic teòric, astrofísic, cosmòleg i divulgador científic anglès. University College.
- Aung San Suu Kyi, 1a Consellera d'Estat de Myanmar (2016-2021). St Hugh's College.
- Tim Berners-Lee, enginyer informàtic anglès, que desenvolupà el projecte World Wide Web. The Queen's College.
- Bill Clinton, 42è president dels Estats Units (1993-2001). University College.
- Rishi Sunak, primer ministre del Regne Unit (2022-2024). Lincoln College.
- Keir Starmer, primer minitre del Regne Unit (2024-avui dia). St Edmund Hall College.
- Guilad Zuckermann, lingüista i filòleg israelià.
- Owen Jones,  periodista i escriptor anglès. University College.

## Oxford a la literatura i cultura popular
La Universitat d'Oxford ha estat l'escenari de nombroses obres de ficció. Oxford va ser esmentada a la ficció ja l'any 1400 quan Geoffrey Chaucer, a l'obra Els contes de Canterbury, es referia a un "Clerk [estudiant] d'Oxenford". Mortimer Proctor argumenta que la primera novel·la del campus va ser The Adventures of Oxymel Classic, Esq; once an Oxford scholar de 1768. Proctor argumenta que el 1900, "les novel·les sobre Oxford i Cambridge eren tan nombroses que representen clarament un fenomen literari sorprenent." El 1989, s'havien identificat 533 novel·les basades a Oxford i el nombre continua augmentant.
Les obres literàries més famoses van des de Retorn a Brideshead d'Evelyn Waugh, que el 1981 es va adaptar com a sèrie de televisió amb el mateix nom, fins a la trilogia La matèria obscura de Philip Pullman, que inclou una versió de realitat alternativa de la universitat i que es va adaptar al cinema el 2007 amb el nom de La brúixola daurada, i com a sèrie de televisió de la BBC el 2019.
Altres exemples serien:
- Zuleika Dobson (1911) de Max Beerbohm, una sàtira sobre la vida dels estudiants universitaris.
- Gaudy Night (1935) de Dorothy L. Sayers, ella mateixa graduada al Somerville College, una novel·la de misteri ambientada principalment a un col·legi femení en que el tema de l'educació de les dones és central en la seva trama.[153]
- Les novel·les detectivesques de l'inspector Morse (1975–1999) de Colin Dexter, adaptades per a la televisió com a Inspector Morse (1987–2000), la sèrie derivada Lewis (2006–2015) i la preqüela Endeavour (2012–2023).
- True Blue: The Oxford Boat Race Mutiny (1989) de Daniel Topolski i Patrick Robinson sobre els incidents durant la regata Oxford-Cambridge de 1987 coneguts com el "motí d'Oxford".[216] Adaptada al cinema el 1996 amb el títol "True Blue".
- The History Boys (2004) d'Alan Bennett, antic alumne de l'Exeter College, una obra de teatre sobre un grup de nois de secundària de Sheffield el 1983 que preparen l'ingrés a Oxford i Cambridge. Es va adaptar al cinema el 2006 amb el mateix nom.
- Posh (2010), de Laura Wade, una obra de teatre sobre deu membres del "The Riot Club", un exclusiu club de la Universitat d'Oxford. I la seva adaptació cinematogràfica The Riot Club de 2014.
- Testament of Youth (2014), una pel·lícula dramàtica basada en les memòries del mateix nom escrites per Vera Brittain, alumna del Somerville College.
- Middle England (2019), la premiada novel·la premiada de Jonathan Coe en que retrata una Gran Bretanya profundament dividida amb el teló de fons dels grans esdeveniments que tenen lloc abans, durant i després del referèndum sobre el Brexit.
- Saltburn (2023) d'Emerald Fennell, exalumne de Greyfriars, una pel·lícula centrada en un estudiant d'Oxford que es fixa en un company popular i aristocràtic, que més tard el convida a passar l'estiu a la finca de la seva excèntrica família.[217]